# Bartosz Jałowiecki
Bartosz Jałowiecki (ur. 19 lipca 1972 w Świętochłowicach) – polski menedżer i urzędnik, ambasador RP w Luksemburgu w latach 2011–2016.

## Życiorys
W 1991 ukończył Munich International School z międzynarodową maturą. Jest absolwentem Uniwersytetu Ludwika i Maksymiliana w Monachium, gdzie studiował nauki polityczne, amerykanistykę i psycholingwistykę (1996).
Od 1998 do 2000 był doradcą w Kancelarii Prezesa Rady Ministrów, a w latach 1996–1998 ekspertem i członkiem Zarządu Centrum Stosunków Międzynarodowych. W 1996 odbył staż w Departamencie Wspierającym Urzędującego Przewodniczącego OBWE w Wiedniu. W 1995 pracował w Centrum ds. przeniesienia Radia Wolna Europa (Radia Swoboda) z Monachium do Pragi, a w latach 1994–1995 w Konsulacie Generalnym w Monachium. Od 2002 do 2005 pełnił funkcję koordynatora programowego Nowej Inicjatywy Atlantyckiej działającej przy American Enterprise Institute w Waszyngtonie. Wcześniej był przewodniczącym Zarządu Fundacji „Polsko-Niemieckie Pojednanie". W trakcie negocjacji dotyczących odszkodowań na rzecz byłych robotników przymusowych III Rzeszy był wspólnym przedstawicielem Polski, Czech, Białorusi, Ukrainy i Rosji podczas przesłuchań Komisji spraw wewnętrznych Bundestagu dot. projektu niemieckiej Ustawy odszkodowawczej a następnie został przedstawicielem Polski w kuratorium niemieckiej fundacji federalnej „Pamięć, Odpowiedzialność i Przyszłość", która przekazywała środki na wypłaty dla ofiar pracy przymusowej.
Od 2010 do 2015 członek Rady Polskiego Instytutu Spraw Międzynarodowych, a w latach 2008–2011 członek rady naukowej Instytutu Zachodniego. Do 21 maja 2011 dyrektor ds. komunikacji Prokom Investments, prezes Zarządu Fundacji Ryszarda Krauzego i członek rad nadzorczych szeregu spółek. W 2011 został mianowany ambasadorem RP w Luksemburgu. Funkcję pełnił do 31 lipca 2016.
Posługuje się językami: angielskim, niemieckim i francuskim. 
Ma troje dzieci. Żona, Agata Janicka-Jałowiecka, do maja 2011 pracowała jako specjalistka do spraw impresariatu w Teatrze Wielkim w Warszawie.

## Odznaczenia
- Złoty Krzyż Zasługi „za zasługi w działalności na rzecz Fundacji Polsko-Niemieckie Pojednanie” (10 września 2009)[4]
- Medal „Powstanie w Getcie Warszawskim”
- Honorowa Odznaka Polskiego Związku Byłych Więźniów Politycznych Hitlerowskich Więzień i Obozów Koncentracyjnych
- Wielki Oficer Orderu Zasługi Wielkiego Księstwa Luksemburga (27 kwietnia 2017)[5]

## Publikacje książkowe
- Bartosz Jałowiecki, Marek Cichocki: NATO. Koncepcja bezpieczeństwa w XXI wieku. Centrum Stosunków Międzynarodowych Instytutu Spraw Publicznych, Warszawa 1997.
- Jan Barcz, Bartosz Jałowiecki, Jerzy Kranz: Między pamięcią a odpowiedzialnością. Rokowania w latach 1998–2000 w sprawie świadczeń za pracę przymusową, Prawo i Praktyka Gospodarcza, Warszawa 2004.